# Lettres intimes (Janacek)
Lettres intimes est le titre du second quatuor à cordes de Leoš Janáček. Il a été écrit entre le 29 janvier et le 19 février 1928. Il est surnommé Lettres intimes en hommage à son égérie, Kamila Stösslova, femme mariée, de près de quarante ans sa cadette, et qui influença fortement son œuvre durant les dernières années de sa vie. Le musicien échangea une importante correspondance avec cette dernière. La première eut lieu à Brno le 11 septembre 1928 par le Quatuor Morave.
Ce quatuor devait s'appeler originellement Lettres d'amour mais le compositeur renonça à ce titre, trop explicite. La version originale du quatuor a été écrite pour une viole d'amour. Les difficultés d'exécution avec cet instrument ont obligé Janacek à arranger cette partie pour alto, et c'est cette version, avec la formation classique du quatuor, qui a d'abord été jouée et éditée. La version pour viole d'amour a fini par être publiée par les éditions Bärenreiter. 
Le quatuor est constitué de quatre mouvements et son exécution dure un peu moins de trente minutes :
1. Andante – con moto – allegro
2. Adagio – vivace
3. Moderato – adagio – allegro
4. Allegro – andante – adagio.